# Candice Accola
Candice Rene Accola, cùng có tên Candice King (born ngày 13 tháng 5 năm 1987) là một diễn viên, ca sĩ và nhạc sĩ sáng tác người Mỹ, nổi tiếng nhờ vai Caroline Forbes của The CW trong phim The Vampire Diaries.

## Thời trẻ
Accola sinh ở Houston, Texas, con gái của Carolyn (Clark), một kỹ sư môi trường trước khi thành một homemaker, và mẹ là Kevin Accola, một bác sĩ giải phẫu tim ngực. Cô có tổ tiên gốc Anh, Romansh-Thụy Sĩ, Pháp và Na Uy. Cô lớn lên ở Edgewood, Florida và học trường Lake Highland Preparatory School. Cả cha và mẹ cô là những đảng viên tích cực của Đảng cộng hòa địa phương. Cô có một em trai, Kree Thomas Accola.